# Пустоха (село)
Пустоха (укр. Пустоха) — село на Украине, находится в Казатинском районе Винницкой области.
Код КОАТУУ — 0521486006. Население по переписи 2001 года составляет 158 человек. Почтовый индекс — 22144. Телефонный код — 4342.
Занимает площадь 8,32 км².

## Адрес местного совета
22144, Винницкая область, Казатинский р-н, с.Пиковець